# 凡加索
凡加索（法語：Fangasso），是馬里的城鎮，位於該國中部，由塞古區的托米尼安省負責管轄，面積1,200平方公里，海拔高度291米，2009年人口22,729，人口密度每平方公里18.94人。